# .sa
.sa is het achtervoegsel van domeinnamen van Saoedi-Arabië. Deze worden uitgegeven door de KACST.
Registraties zijn binnen deze categorieën:
- com.sa: commercieel
- edu.sa: educatief
- sch.sa
- med.sa: gezondheidsdiensten
- gov.sa: overheidsdiensten
- net.sa: internetgerelateerde diensten
- org.sa: non-profitorganisaties
- pub.sa